# Cathédrale de Concordia Sagittaria
La cathédrale de Concordia Sagittaria ou cathédrale Saint-Étienne-Protomartyr (en italien : cattedrale di Santo Stefano Protomartire) est une église catholique romaine de Concordia Sagittaria, en Italie. Il s'agit de la cathédrale du diocèse de Concordia-Pordenone.

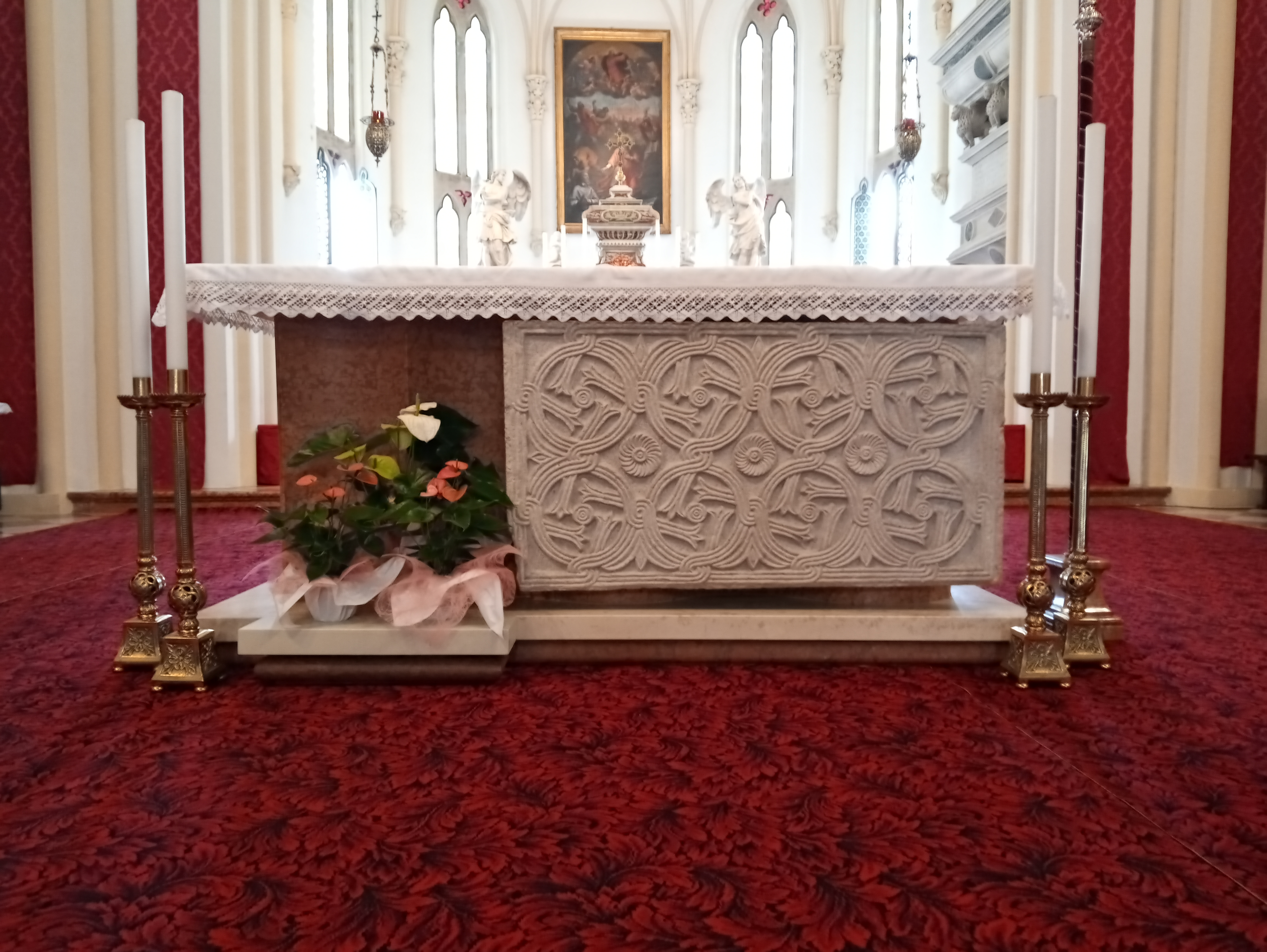
L'autel de la cathédrale.

## Histoire
Au IVe siècle, à la suite de l'édit de Constantin, la communauté chrétienne de la ville de Iulia Concordia a organisé la construction d'un premier lieu de culte, la trichora martyrum avec un atrium pavé, et en son centre un loculus cruciforme avec les ossements des martyrs.
L'édifice fut agrandi avec la basilica apostolorum, une basilique à trois nefs qui fut consacrée en 389 et élevée au rang de cathédrale par saint Chromace, évêque d'Aquilée. L'édifice est tombé en désuétude après une inondation en 589.
La cathédrale du début du Moyen Âge a été construite entre les VIIe et VIIIe siècles, et détruite pendant les invasions hongroises entre les IXe et Xe siècles.

### La cathédrale actuelle
La construction du noyau le plus ancien de la cathédrale actuelle, constitué d'une seule nef, a commencé au Xe siècle. Ce n'est qu'en 1466 que l'édifice prit structurellement son aspect actuel d'église à trois nefs 
Au début du XXe siècle, la façade actuelle a été construite, copie fidèle de la précédente, et la chapelle des martyrs a été ajoutée, avec la crypte où sont conservées leurs reliques. Les signes de cette extension sont visibles de l'intérieur en raison du matériau différent utilisé pour ériger les colonnes supplémentaires, et d'une rainure délibérément laissée dans le mur pour indiquer le point d'interruption de la nef.
Les dernières adaptations de la cathédrale ont été réalisés à l'occasion du Jubilé de l'an 2000 avec de nouveaux fonts baptismaux, autel et ambon.  
Au siècle dernier, deux curés de la cathédrale sont devenus évêques : Celso Costantini, plus tard cardinal, et Livio Corazza (it).
L'anniversaire de la dédicace de la cathédrale est célébré le 4 août.

## Architecture

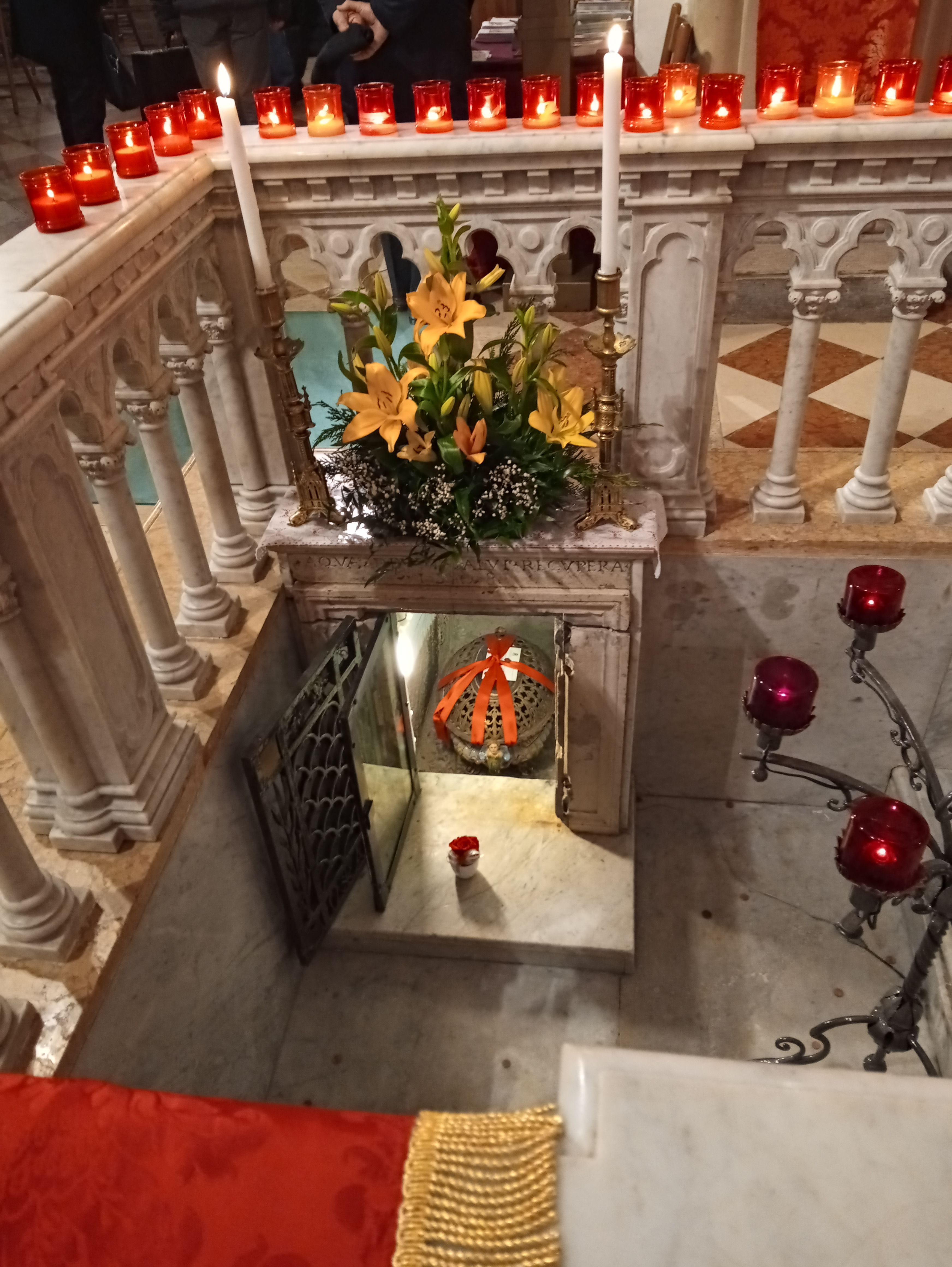
À l'intérieur de l'urne se trouvent les ossements de 72 martyrs tués à Concordia Sagittaria en 304 pendant la persécution de Dioclétien.

## Source
- (it) Cet article est partiellement ou en totalité issu de l’article de Wikipédia en italien intitulé « Cattedrale di Santo Stefano (Concordia Sagittaria) » (voir la liste des auteurs).